# Arlon Campus Environnement
Pour les articles homonymes, voir Fondation universitaire et FUL.
Arlon Campus Environnement est un campus de l'université de Liège, abritant le Département des Sciences et Gestion de l'Environnement de la faculté des sciences de l'université, fondé en 1971 à Arlon, dans la province belge de Luxembourg, pour coordonner la recherche scientifique appliquée et l'enseignement de 3e cycle dans les Sciences de l'Environnement.
Jusqu'en 2004, il s'agissait d'une université indépendante de droit privé organisée par la Province du Luxembourg et subventionnée par la Communauté française de Belgique, dénommée Fondation universitaire luxembourgeoise (FUL),.